# Martin Berg
Martin Berg (* 4. April 1905 in Arensberg bei Bismark (Altmark); † 2. April 1969 in Kampen (Sylt)) war ein deutscher Generalmajor im Zweiten Weltkrieg.

## Leben
Berg trat am 7. April 1924 als Polizei-Anwärter in die Polizeischule Brandenburg ein. Zuletzt war er Polizei-Hauptmann und Führer einer Krad-Hundertschaft bei der Abteilung Iserlohn. Mit der Erweiterung der Wehrmacht trat Berg am 1. Oktober 1935 in das Heer über und wurde dem Infanterie-Regiment 67 zugeteilt. Ein Jahr später wurde er in das Infanterie-Regiment 82 versetzt und als Kompaniechef verwendet.
Während des Zweiten Weltkriegs war Berg u. a. Kommandeur des Infanterie-Regiments 166 an der Ostfront, wurde vom 5. Juni bis 31. Juli 1944 mit der Führung der 1. Skijäger-Division beauftragt und anschließend mit der Beförderung zum Generalmajor zum Divisionskommandeur ernannt. Vom 3. bis 12. Oktober 1944 befand Berg sich kurzzeitig in der Führerreserve, wurde dann Kommandeur der 201. Sicherungs-Division und sieben Tage später Kommandeur der 207. Sicherungs-Division. Am 18. November 1944 übernahm Berg als Kommandeur den Divisionsstab z. b. V. 207 und wurde am 10. Dezember 1944 erneut in die Führerreserve versetzt. Bis Kriegsende hatte er kein aktives Kommando mehr. Für seine Leistungen hatte man ihn am 21. Februar 1942 mit dem Deutschen Kreuz in Gold sowie am 30. Dezember 1943 mit dem Ritterkreuz des Eisernen Kreuzes ausgezeichnet.
Ab 8. Mai 1945 befand Berg sich zunächst in britischer, später in US-amerikanischer Kriegsgefangenschaft, aus der er am 4. April 1947 entlassen wurde.